# Heaven (álbum de Rebecca Ferguson)
Heaven es el álbum debut de la canta-autora británica Rebecca Ferguson. Salió a la venta el 5 de diciembre de 2011 bajo el sello Syco Music & RCA Records.El álbum fue certificado con disco de doble platino en el Reino Unido tras haber superado las 586,000 copias vendidas y platino en Irlanda por haber vendido más de 15,000 copias.

## Lista de canciones
1.	"Nothing's Real but Love"  	Rebecca Ferguson, Eg White	White	2:54
2.	"Glitter & Gold"  	Ferguson, Alex Smith, Paul Barry	Smith, Mark Taylor	3:29
3.	"Shoulder to Shoulder"  	Ferguson, White	White	3:13
4.	"Fairytale (Let Me Live My Life This Way)"  	Ferguson, White	White	3.23
5.	"Mr. Bright Eyes"  	Ferguson, Brian Higgins, Luke Fitton, Matt Gray, Toby Scott, Owen Parker	Xenomania	4:00
6.	"Fighting Suspicions"  	Ferguson, White	White	4:15
7.	"Teach Me How to Be Loved"  	Ferguson, Jonny Lattimer	Lattimer	3:50
8.	"Run Free"  	Ferguson & Steve Booker	Booker	3:13
9.	"Diamond to Stone"  	Rebecca, Fraser T Smith	Smith	3:39
10.	"Too Good to Lose"  	Rebecca Ferguson, White	White	3:44